# Коцовский, Николай Дмитриевич
Николай Дмитриевич Коцовский (1853 — 	15 (28) ноября 1910) — адъюнкт-профессор горного института.

## Биография
Учился в кишинёвской гимназии и Горном институте. После нескольких лет практики на Урале в 1885 был приглашён в институт на кафедру горного искусства, по защите диссертации: «Луньевские каменноугольные месторождения». Главные работы Коцовского (статьи о них в специальных изданиях): «Марганцовые исследования в Екатеринославской губернии и Закавказье», «Способы разработки мощных пластов в Домброве», «Каменноугольные месторождения в Закавказье», «Положение учебного горного дела в Западной Европе», «О несчастных случаях на рудниках в России», «Особенные способы рудничных обогащений и добычи полезных ископаемых в Западной Европе». Совместно с профессором Г. Д. Романовским им был подготовлен «Курс горного искусства». Был профессором в Горном институте с 1897 года.